# بيير فابر (كاتب)
بيير فابر (بالفرنسية: Pierre Fabre)‏ هو صيدلي وشخصية أعمال وكاتب سيناريو فرنسي، ولد في 16 أبريل 1926 في كاستر في فرنسا، وتوفي في 20 يوليو 2013 في Lavaur, Tarn ‏ في فرنسا.